# Chiesa di Santa Maria Fossa Dragone
La chiesa di Santa Maria Fossa Dragone o chiesa dei Cappuccini è una chiesa sussidiaria della parrocchia di Santa Maria Maggiore in Monteforte d’Alpone; fa parte del vicariato dell'Est Veronese, precisamente dell'Unità Pastorale Soave - Monteforte.

## Storia
Della chiesa, oggi all’interno del cimitero di Monteforte, non si è a conoscenza dell’anno di costruzione, mentre è certo che è sempre stata una proprietà comunale.
Il primo documento che ne parla è un atto del 1383 in cui il vescovo di Verona Pietro della Scala assegna a ser Fermo detto Cleregino, a nome di Zampietro di Giovanni, nativo di Isola della Scala, ma abitante a Verona, un terreno. In tale atto compare la denominazione di Santa Maria, la stessa della chiesa parrocchiale di Monteforte, già esistente nel Duecento.
La denominazione con cui è conosciuta oggi, Santa Maria di Fossa Dragone, appare la prima volta nel testamento di Bona Femmina, vedova di un notaio montefortiano, nel 1410. Essa dona una somma per la sistemazione del tetto della chiesa.
A metà del Quattrocento è attestata la presenza di un eremita, il quale godeva dell’usufrutto di alcuni terreni, mentre da un testamento coevo si apprende l’esistenza di un cimitero attiguo al luogo di culto.
Al 1473 risale l’assegnazione da parte di Antonio de Rexanis, arciprete di Santa Maria Maggiore, al custode della chiesa, fra’ Agostino da Pisa, di quattro pezze di terra. Lui e i suoi successori avrebbero potuto dimorare nel romitorio solo con il consenso della comunità di Monteforte.
Nel XV secolo la chiesa venne ampliata e riqualificata in quanto aveva assunto una certa importanza e frequentazione come santuario mariano. Conclusi i lavori, fu consacrata, come attestano le croci alle pareti ed un’iscrizione, il 21 settembre 1489 da Marco Cattaneo, arcivescovo di Durazzo e vicario di Giovanni Michiel, vescovo di Verona.
Nella prima metà del Cinquecento, per iniziativa del vescovo di Verona Gian Matteo Giberti arrivarono nel territorio diocesano i cappuccini, che presero il posto dell’eremita custode della chiesa. Risale al gennaio 1568 la convenzione tra i frati e la comunità di Monteforte con cui ai religiosi venivano assegnati la chiesa, il romitorio, l’orto e i terreni del beneficio. Questo comportò la costruzione di un convento a sud della chiesa, con diciotto celle per i frati, tre per gli infermi e due per i laici, nonché l’edificazione del coro, a nord della navata.
Nel 1769 la Repubblica di Venezia soppresse il convento e l’anno successivo Alessandro Duodo, aggiunto sopra i monasteri, ripristinò la comunità religiosa nel diritto di patronato sulla chiesa con obbligo della Santa Messa festiva e uso e usufrutto dei beni parrocchiali.
Nel 1789 tutta la struttura divenne temporaneamente un ospedale, mentre al 1817 risale l’uso di seppellire i morti di Monteforte nell’area antistante la chiesa, vista la dismissione del vecchio cimitero a fianco della parrocchiale.
Il convento fu completamente abbattuto nella seconda metà dell’Ottocento e al 1884 risale la proibizione di celebrare l'Eucaristia all'interno del luogo di culto da parte del vescovo di Verona, il cardinale Luigi di Canossa, in quanto inservibile al culto divino.
Nel 1950 fu abbattuta la sacrestia, dietro al presbiterio, e nel 1954 fu la volta del coro a favore delle tombe dei sacerdoti.
Tra il 2003 e il 2004 grazie a vari entri, la chiesa fu restaurata

## Descrizione

### La facciata
La facciata a capanna, rivolta ad ovest, presenta un portale rettangolare marmoreo sovrastato da una lunetta con arco a sesto acuto. Ai lati, a metà della lunetta, sono presenti due grandi finestre rettangolari mentre in asse con il portale vi è un oculo.

### L’interno
L’interno è un’aula a pianta rettangolare, con copertura a capriate lignee sostenute da modiglioni in pietra nella parte riservata ai fedeli.
Alla sinistra della porta, un affresco trecentesco con la Madonna allattante tra i santi Giovanni e Pietro.
Sulla parete sinistra vi è un arco del XVII secolo, oggi murato, attraverso cui si entrava nel coro fatto erigere dai cappuccini. Sulla chiave di volta vi è lo stemma dell’ordine.
Ai lati dell’arco trionfale vi sono due altari in muratura, entrambi privati delle pale, oggi in altri edifici: l’Adorazione dei Magi, del 1623, nel palazzo municipale; la Madonna e i santi Anna, Francesco d'Assisi, Carlo Borromeo e Chiara, del 1622, oggi nella cappella del Palazzo vescovile montefortiano. Entrambe sono opera del pittore Giovanni Camozzoni.

Era presente anche L’Assunta con i santi Francesco e Domenico, attribuita a Felice Riccio detto Brusasorzi, oggi in municipio.
Il presbiterio, elevato di un gradino rispetto all’aula, ha una volta a crociera ed è sorto dopo la demolizione della preesistente piccola abside. Al centro è presente l’altare maggiore ligneo del Quattrocento, di autore ignoto, staccato da terra e ancorato alla parete. Composto da due colonne con capitelli corinzi e timpano, al suo interno contiene una struttura più ridotta, con un trittico ed una predella, sovrastati da una lunetta. Nella parte mediana, divisa da lesene vi sono scolpiti in altorilievo i santi Giovanni Battista e Andrea. La nicchia centrale, oggi vuota, accoglieva fino al 1970 la statua della ‘’Madonna del drago, custodita attualmente nell’oratorio di San Luigi Gonzaga, adiacente alla parrocchiale di Santa Maria Maggiore. La Vergine, seduta, a mani giunte, con una lunga veste gialla e un velo rosso, tiene sulle ginocchia il Bambino Gesù, contemplato con sguardo amoroso. Sotto i piedi della Madonna un drago (interpretato come il vicino torrente Alpone, spesso devastatore delle zone circostanti alla chiesa con le sue piene) dalla pelle verdastra, con ali di pipistrello, zampe di leone, testa canina e coda di serpente sollevata, a farlo apparire domato, ma ancora fremente. Databile alla seconda metà del Quattrocento, è attribuita alla scuola di Giovanni Zebellana.
Nella seconda metà del Quattrocento il presbiterio fu decorato dalle pitture di Pietro di Marino, rimesse in luce e restaurate recentemente. A sinistra la Madonna in trono tra i santi Antonio Abate e Bernardino da Siena, con l’anacoreta egiziano a sfiorare la testa di un uomo canuto affiancato dalla moglie, sicuramente i committenti del dipinto, raffiguranti con le mani giunte. Tra la Vergine e San Bernardino vi è un castello su un colle, mentre sulla pedana del trono è riportato l’anno 1488. 

Sul lato destro del presbiterio vi è un affresco, sempre del 1488, composto da due riquadri: nel primo San Bovo, mentre nel secondo una ‘’Madonna in trono col Bambino’’ e un orante inginocchiato ai suoi piedi, probabilmente il committente.
Un’altra opera d’arte che era presente nella chiesa, oggi in una cornice in municipio, risale al 1669, quando la comunità di Monteforte commissionò alla suora di clausura veneziana Elisabetta Piccini una lastra di rame incisa con l’immagine della Madonna miracolosa del drago, come riportato sul cartiglio dell’opera, con la presenza dello stemma dei Vescovi di Verona Sebastiano Pisani I e II, zio e nipote. In basso vi sono i Cappuccini, i miracolati, il paese di Monteforte, Sant’Antonio Abate, il Palazzo vescovile e la processione verso la chiesa, mentre in alto San Pietro pesca spade, archi e frecce a ricordare la guerra contro i Turchi.